# Самур-Апшеронский канал
Самур-Апшеронский канал (азерб. Samur-Abşeron kanalı) — оросительно-обводнительный канал в Дагестане и Азербайджане, состоящий из более четырехсот гидротехнических сооружений.

## История
В 1938 году начались проектные работы по постройке первой очереди канала — Самур-Дивичинского канала. Проектная протяжённость канала — 110 км, расход воды — 26 м³/с. Главным инженером проекта являлся Джафар Салимбейов. При строительстве использовалась технология постройки Большого Ферганского канала.
Строительство начато в 1939 году. В строительстве участвовало 30 000 работников. Организационным штабом строительства являлся город Губа.
Ввод в эксплуатацию канала осуществлён 28 апреля 1940 года. Длина канала составила 108,7 км, расход воды — 24÷16 м³. Канал обеспечил водой 70 тысяч гектар посевов.
Строительство второй очереди канала — Апшеронского канала должно было завершиться в 1946 году. Начало Второй мировой войны отложило строительство. Апшеронский канал сдан в эксплуатацию в 1955 году.
В 1960—1965 годах проведена реконструкция канала.

## Технические характеристики
Состоит из двух каналов — Самур-Дивичинского (в прошлом Самур-Дивичинский канал имени И. В. Сталина) протяжённостью 108,7 км, и Апшеронского длиной 74 км.
Начинается от реки Самур и заканчивается на северо-западе Апшеронского полуострова. Подпитка канала осуществляется из трех рек региона: Самур, Гудьялчай, Вельвеличай.
Состоит из гидроузла на реке Самур, двух каналов, Джейранбатанского водохранилища, магистрального канала к посёлку Зиря и оросительной сети на Апшеронском полуострове, с орошением 100 тысяч га земель.
Протекает по территории Хачмазского района, Шабранского района, Сиазаньского района.
Играет ключевую роль в обеспечении водой Баку, Сумгаита, Апшеронского полуострова. Общая длина — 178 км.